# Stakelberger Bach
Der Stakelberger Bach (Unterlauf: Mühlenbach) ist ein 7,448 km langer, orografisch rechter Nebenfluss des Wimberbach im nordrhein-westfälischen Arnsberg. Der Bach entspringt am Hensenberg südöstlich von Voßwinkel auf einer Höhe von 260 m ü. NN und fließt in nördliche Richtung auf 145 m ü. NN in den Wimberbach.
Der Gewässerabschnittsname ca. 1 km vor der Mündung in den Wimberbach benennt sich Mühlenbach, so dass auf den topographischen Karten der Stakelberger Bach in den Mühlenbach mündet. In den Gewässerverzeichnissen NRW wird als Gewässerhauptname der Stakelberger Bach bis zur Mündung in den Wimberbach geführt.
Der Bach überwindet auf seinem Weg einen Höhenunterschied von 115 m, was bei einer Lauflänge von 7,448 km einem mittleren Sohlgefälle von 15,4 ‰ entspricht. Der Bach entwässert sich über den Wimberbach, die Ruhr und den Rhein zur Nordsee.

## Natur und Umwelt
Große Teile des Bachlaufes liegen im Naturschutzgebiet Luerwald als Teilfläche I: Tal des Stakelberger Baches bzw. sind als geschützte Landschaftsbestandteile ausgewiesen.